# Terra di mutazioni
Terra di mutazioni (The Changing Land) è un romanzo fantasy dello scrittore statunitense Roger Zelazny, pubblicato per la prima volta nel 1981.
Costituisce la parte finale del ciclo Dilvish il maledetto.
Gli elementi della storia riflettono intenzionalmente opere di H. P. Lovecraft, Frank Belknap Long e William Hope Hodgson, inclusi i segugi di Tindalos (Hounds of Tindalos), qui chiamati i "Cani di Thandolos" (Hounds of Thandalos), La casa sull'abisso (The House on the Borderland)  e l'apparizione dei "Primi Dei".
Nel 1982 fu candidato al Premio Locus per il miglior romanzo fantasy.

## Storia editoriale
Fu pubblicato per la prima volta nel 1981, prima della raccolta di racconti Dilvish il maledetto (Dilvish, the Damned), dei quali conclude l'arco narrativo.
La traduzione italiana di Delio Zinoni è stata pubblicata dalla Arnoldo Mondadori Editore nel 1983, nel volume n. 939 della collana Urania.

## Trama
Il romanzo riprende alcuni mesi dopo gli eventi dell'ultimo capitolo di Dilvish il maledetto.
Il Castello senza Tempo, una delle fortezze appartenenti all'arci-nemico di Dilvish, Jelerak, è attualmente abitato dall'Antico semidio "pazzo" Tualua che sta subendo uno dei "cambiamenti" tipici della sua specie, che in questo caso provoca, nel territorio attorno al Castello, ogni sorta di effetti caotici, imprevedibili e spesso mortali.
Custodi del Castello sono lo stregone Baran dalla Terza Mano e Semirama, una donna del lontano passato resuscitata da Jelerak perché è in grado di parlare con Tualua nella sua lingua. Semirama è riuscita a costruire un rapporto con Tualua e ha fatto sì che il semidio finga di essere pazzo e continui a sconvolgere con il caos le terre attorno al Castello; questo fa parte del piano di Baran di usurpare il potere di Jelerak, lo sconvolgimento è una delle cose che impediscono agli estranei di raggiungere il Castello. Baran ha anche posto delle guardie magiche ai punti d'ingresso, come uno specchio che può fungere da portale.
Un certo numero di stregoni, sperando di attingere al vasto potere di Tualua, tentano di attraversare questo vortice e raggiungere il Castello, mentre membri della Società [della magia] osservano gli eventi dall'esterno.
Dilvish, determinato a vendicarsi contro Jelerak, tenta di superare le barriere magiche, sperando di trovare il suo arci-nemico all'interno; è accompagnato da Black, un essere simile a un demone, a forma di cavallo di metallo nero.
I due salvano un mago, Weleand, che stava precipitando in una fossa di acido, poco dopo incontrano una giovane ragazza elfo, Arlata, congelata da un vento magico, Weleand la scioglie trasferendo il congelamento su Black e si dilegua.
In seguito Dilvish viene imprigionato nelle segrete del Castello, insieme ad alcuni maghi catturati in precedenza. Semirama, attratta da Dilvsh perché assomiglia ad un suo antico amante, lo aiuta a fuggire.
Black riesce a intrufolarsi nel castello nella sua forma umana, e incontra Weleand, che i realtà è Jelerak, sul punto di sacrificare un'inconscia Arlata allo scopo di ottenere il controllo di Tualua.
Nel frattempo i maghi fuggiti riescono a disabilitare l'incantesimo che ancora al tempo normale il Castello, provocando una temporanea incoscienza di tutti i suoi abitanti.
L'intero Castello e i suoi abitanti sono accelerati in avanti nel futuro, così rapidamente da raggiungere la fine dei tempi; qui incontrano i Primi Dei, che appaiono come esseri giganteschi, alti fino alle stelle, che giocano d'azzardo con i dadi apparentemente per il diritto di controllare l'esito del contesa che si svolge ai loro piedi.
Baran viene ucciso da uno dei maghi; i Primi Dei catturano Jelerak e accolgono Tualua come uno di loro.
La cattura di Jelerak da parte dei Primi Dei annullata la resurrezione di Semirama, che crolla ridotta in polvere, la sua anima va ad abitare l'universo alternativo visibile negli specchi nel Castello, dove incontra un antenato di Dilvish, Selar.
I Primi Dei reinseriscono il Castello nel normale scorrere del tempo ma, prima di fermarsi nel suo punto d'origine nella storia, esso attraversa l'inizio dell'universo, dove i maghi devono combattere contro i "Cani di Thandolos".
Dilvish deve rinunciare alla sua vendetta, dapprima è infuriato, ma poi si rende conto che Jelerak riceverà giustizia per mano degli Dei, che ha apertamente sfidato.
Dilvish decide di tornare in patria con Arlata, che è la nipote di uno degli ex amori di Dilvish in quella terra.
Con l'aiuto di un membro della Società, i sopravvissuti fuggono attraverso il portale dello specchio.

## Personaggi
Dilvishil protagonista, è di sangue misto elfico e umano. Sta cercando di uccidere il mago Jelerak, che lo ha consegnato all'inferno. Non è un mago in quanto tale, ma conosce tutti i "detti terribili", che sono incantesimi di magia nera incredibilmente potenti; usare uno di questi incantesimi è come lanciare un'arma nucleare, quindi li userà solo come ultima risorsa. Conosce abbastanza magia per aiutare gli altri maghi imprigionati nella fortezza a mantenere una "trappola per demoni" nella loro cella, proteggendoli dai demoni che vagano per la fortezza e occasionalmente si servono uno spuntino tra i prigionieri. Indossa anche "stivali da elfo" che gli permettono di restare in piedi su qualsiasi superficie.
Blackil cavallo demone su cui cavalca Dilvish. Black è fatto interamente in metallo e può soffiare fuoco dalle narici. È intelligente e parla a Dilvish mentre attraversano la terra intorno alla fortezza. In alcune circostanze, può diventare un uomo barbuto grosso e robusto in un kilt.
Baran dalla Terza Manoè un mago che ha preso il controllo della fortezza e sta usando il semidio Tualua per tenere a bada gli estranei mentre cerca un modo per controllare Tualua senza l'aiuto di Semirama, la regina degli Elfi resuscitata. Baran controlla una gigantesca mano magica che appare da un piano magico per attaccare i suoi nemici. Quando Baran viene ucciso, la mano appare e lo riporta a casa sua.
Semiramauna bellissima regina elfica che una volta amava un antenato di Dilvish; è morta da secoli, ma è stata resuscitata da Jelerak perché è in grado di parlare a Tualua nella sua lingua.
Tualuaun disgustoso semi-dio vile, apparentemente una massa di tentacoli che vive in una fossa piena di materia fecale all'interno della fortezza.
Melbriniononsadsazzersteldregandishfeltseliorun demone, il cui corpo è costituito da parti non conguenti, come pezzi di pesci e mammiferi, che vaga per il Castello e obbedisce a Baran e Semirama. Il suo nome è un tentativo dei suoi genitori di proteggerlo dall'evocazione da parte di maghi, dal momento che per evocare e controllare il demone il mago deve essere in grado di pronunciarne correttamente il nome, sfortunatamente la lingua madre di Baran è agglutinante, quindi il nome non presenta problemi per lui. Black, mentre è in forma umana, incontra il demone suo simile e lo uccide, con grande sorpresa del demone stesso.
Arlataun'avventuriera elfica intrappolata nella Terra di mutazioni intorno alla fortezza. Liberata da Weleand, che in realtà è Jelerak, viene catturata da Jelerak per sacrificarla allo scopo di controllare Tualua.
Jelerakun potente mago nero, la cui forza è stata temporaneamente ridotta da un conflitto con un ex seguace, che ritorna nella sua fortezza per riconquistare il potere controllando il semidio Tualua.
Holrunun giovane e ambizioso membro del Concilio dei Maghi al potere, che si è dimesso in segno di protesta per la gestione della questione del Castello senza Tempo; in realtà lo ha fatto solo per avere mano libera, sperando di sfruttare la situazione ai propri fini. Usando una forma di visione remota ha individuato un incantesimo che protegge il Castello dalle intrusioni con mezzi magici e vi ha inserito un proprio incantesimo creando un accesso al Castello che, alla fine, Dilvish e Arlata useranno per andar via.